# Karl-Friedrich Beringer
Hans Karl-Friedrich Beringer (* 7. Januar 1948 in Neuendettelsau) ist ein deutscher Chor- und Orchesterdirigent.

## Leben
Karl-Friedrich Beringer studierte am Meistersinger-Konservatorium in Nürnberg. 1970 gründete er noch während seines Studiums den Amadeus-Chor und das Amadeus-Orchester. Von 1976 bis 1978 übernahm er die künstlerische Leitung des Internationalen Jugendfestspielchores von Bayreuth. 1978 wurde er als Nachfolger von Hans Thamm zum Leiter des Windsbacher Knabenchores berufen. In kurzer Zeit führte er dieses Ensemble zu Weltbekanntheit.
Beringer arbeitet mit namhaften Orchestern zusammen, insbesondere mit dem Deutschen Symphonie-Orchester Berlin, dem Münchner Rundfunkorchester und dem Münchener Kammerorchester. Seit 1981 gastiert er regelmäßig bei in- und ausländischen Musikfestivals.
Aufgrund seiner außerordentlichen Verdienste um die Jugend wurde ihm 1986 vom damaligen Bundespräsidenten Richard von Weizsäcker das Bundesverdienstkreuz verliehen. Am 12. Februar 2008 erhielt Beringer die Ehrendoktorwürde der Augustana-Hochschule.
Im September 2010 kündigte er an, sein Amt als künstlerischer Leiter des Windsbacher Knabenchors Ende 2011 niederzulegen. Am 1. Februar 2012 wurde Martin Lehmann sein Nachfolger. Seit seinem Ruhestand lebt Beringer in Merkendorf.

### Tourneen
Als Chor- und Orchesterdirigent war Beringer regelmäßig zu Gast bei internationalen Musikfesten. Mehrfach leitete er Aufführungen der „Windsbacher“ beim Bachfest Schaffhausen, beim Bachfest Leipzig, bei den Brandenburgischen Sommerkonzerten, dem Schleswig-Holstein Musik Festival und dem Rheingau Musik Festival.
Konzerte mit dem Windsbacher Knabenchor führten ihn nicht nur ins europäische Ausland (u. a. Norwegen, Finnland, Malta, Frankreich, Großbritannien, Niederlande, Belgien, Polen, Spanien, Griechenland), sondern auch in den Nahen Osten (Israel), den Fernen Osten (China, Japan, Taiwan, Singapur), Australien, die USA und Südamerika (Brasilien, Argentinien, Uruguay).

## Kritik an Beringers Arbeitsweise
Wiederholt wurde Beringer in den Jahren 2004 und 2005 von ehemaligen Sängern des Chores, Eltern und Mitarbeitern unpädagogisches Verhalten, psychische und physische Gewalt vorgeworfen. Sein Erziehungsstil sei autokratisch. Der Chorleiter verwechsle Disziplin mit Härte. Insbesondere wurden ihm der Gebrauch von Verbalinjurien, das psychische „Fertigmachen“ einzelner Schüler bis hin zu tätlichen Übergriffen zur Last gelegt. Eine vom Kuratorium des Chors veranlasste Untersuchung endete mit einer Entlastung Beringers.
Nach dem Abschluss der staatsanwaltlichen Ermittlungen gegen Beringer wegen tätlicher Übergriffe auf Sänger im Mai 2005 hätten sich keinerlei Hinweise darauf ergeben, dass der inzwischen eingeschlagene Weg des Miteinanders verlassen worden sei. Der Landeskirchenrat informiere sich regelmäßig über die Arbeit des Knabenchores.

## Monte Soprano Chor (ehemalige Windsbacher)
2016 gründeten ehemalige Sänger nach teilweise langer Pause wieder einen Chor unter der künstlerischen Leitung von Karl-Friedrich Beringer. Der Monte Soprano-Chor trat in der Zionshalle Hensoltshöhe Gunzenhausen, Basilika Waldsassen, Stiftsbasilika Herrieden, Stadtkirche Kitzingen, Allerheiligenkirche Nürnberg und wiederholt in St. Gumbertus Ansbach auf. Dabei entstanden die CDs monte soprano – Männerchor, monte soprano – Deutsche Volkslieder, monte soprano – Bald ist Heilige Nacht in Zusammenarbeit mit dem Blechbläserensemble Colours of Brass sowie monte soprano – Zuflucht in Zusammenarbeit mit Fabian Pablo Müller, Saxophon.

## Auszeichnungen
- 1986: Verdienstkreuz 1. Klasse der Bundesrepublik Deutschland
- 1990: Wolfram-von-Eschenbach-Preis
- 1996: Preis der Stadt Nürnberg
- 2003: Bayerischer Verdienstorden
- 2007: Rheingau Musikpreis
- 2008: Ehrendoktorwürde (Dr. theol. h. c.) der Augustana-Hochschule, Neuendettelsau
- 2011: Rotary Club Ansbach: Paul Harris Fellow
- 2012: Goldene Verdienstmedaille des Landkreises Ansbach

## Tonträger
- Karl-Friedrich Beringer (Dirigent): Motetten der Romantik mit dem Amadeus-Chor. CD deutsch,  Bayer Records, 1991.
- Enrique Crespo (Gesamtkonzept); Karl-Friedrich Beringer (Dirigent): Christmas around the world
- German Brass mit dem Windsbacher Knabenchor. CD deutsch. Stuttgart, Kreuz, 1999.
- Felix Mendelssohn Bartholdy: Elias op. 70. Sibylla Rubens, Rebecca Martin, Markus Schäfer, Alexander Marco-Buhrmester, Deutsches Symphonie-Orchester Berlin, Windsbacher Knabenchor, Leitung: Karl-Friedrich Beringer. Produktion: Sony Classical, 2008.
- Wolfgang Amadeus Mozart: Requiem d-moll KV 626. Ruth Ziesak, Monica Groop, Thomas Cooley, Thomas Laske, Deutsches Symphonie-Orchester Berlin, Windsbacher Knabenchor, Leitung: Karl-Friedrich Beringer. Produktion: Sony Classical, 2009.
- Franz Schubert: Messe As-Dur. Ruth Ziesak, Monica Groop, Thomas Cooley, Thomas Laske, Deutsches Symphonie-Orchester Berlin, Windsbacher Knabenchor, Leitung: Karl-Friedrich Beringer. Produktion: Sony Classical, 2010.